# Máy bay tiêm kích phản lực thế hệ thứ năm
Máy bay tiêm kích phản lực thế hệ thứ năm là một phân loại thế hệ máy bay tiêm kích phản lực trang bị phần lớn các công nghệ được phát triển trong giai đoạn đầu thế kỷ 21. Tính đến năm 2023, đây là thế hệ máy bay chiến đấu tiên tiến hiện đại nhất đang hoạt động. Các đặc điểm của máy bay tiêm kích thế hệ thứ năm không được thống nhất rộng rãi và không phải loại máy bay tiêm kích thế hệ thứ năm nào cũng nhất thiết phải có tất cả các đặc điểm đó; tuy nhiên, các đặc điểm này thường bao gồm: radar có xác suất can thiệp thấp (LPIR), tàng hình, khung máy bay cơ động với hiệu suất bay hành trình siêu thanh, các tính năng điện tử hàng không tiên tiến, hệ thống máy tính tích hợp cao có khả năng liên kết mạng lưới với nhiều yếu tố khác trong chiến trường để nhận thức tình huống và duy trì năng lực chỉ huy, kiểm soát, liên lạc.
Tính đến  tháng 1 năm 2023, các máy bay tiêm kích thế hệ thứ năm sẵn sàng cho chiến đấu gồm có Lockheed Martin F-22 Raptor được đưa vào sử dụng trong Không quân Hoa Kỳ (USAF) vào tháng 12 năm 2005; Lockheed Martin F-35 Lightning II được đưa vào biên chế trong Thủy quân lục chiến Hoa Kỳ (USMC) vào tháng 7 năm 2015; Chengdu J-20 phục vụ trong Không quân Quân Giải phóng Nhân dân Trung Quốc (PLAAF) vào tháng 3 năm 2017; và Sukhoi Su-57 đưa vào sử dụng trong Không quân Nga (VVS) vào ngày 25 tháng 12 năm 2020. Ngoài ra, các dự án quốc gia và dự án quốc tế khác đang trong những giai đoạn phát triển khác nhau.

## Đặc điểm
Thế hệ máy bay tiêm kích tiên tiến mới nổi lên trong những thập kỷ đầu tiên của thế kỷ 21 được gọi là thế hệ thứ năm. Các đặc điểm xác định của máy bay tiêm kích thế hệ thứ năm không được thống nhất rộng rãi và không phải loại máy bay thế hệ thứ năm nào cũng nhất thiết phải có tất cả các đặc điểm đó.
Trong khi máy bay tiêm kích thế hệ thứ tư tập trung nhiều vào khả năng cơ động và không chiến tầm gần, thì thế hệ thứ năm có các đặc điểm điển hình như sau:
- Tàng hình, với vũ khí đạn dược được cất giữ bên trong thân máy bay.
- Khả năng cơ động cao.
- Bay hành trình siêu thanh, nghĩa là có thể kéo dài thời gian bay hành trình với tốc độ siêu thanh mà không cần đốt sau (đốt nhiên liệu phụ trội tăng áp).
- Hệ thống điện tử hàng không tiên tiến, bao gồm radar có xác suất can thiệp thấp (LPIR).
- Kết hợp dữ liệu đã được liên kết mạng lưới, cho phép nhận thức tình huống trên chiến trường.
- Tính đa năng, chẳng hạn như thực hiện chỉ huy, kiểm soát và liên lạc trên chiến trường.

Để giảm thiểu bề mặt chắn sóng radar (RCS), hầu hết máy bay tiêm kích thế hệ thứ năm đều sử dụng mép cánh nhọn chạy dọc theo thân máy bay (chine) thay vì sử dụng phần mở rộng mép cánh trước tiêu chuẩn (standard leading edge extension) và không có cánh mũi (canard), mặc dù Sukhoi Su-57 có phần mở rộng phía trên cổng hút gió động cơ có vẻ hoạt động hơi giống cánh mũi, còn Chengdu J-20 vẫn được các nhà thiết kế sử dụng cánh mũi nhưng có cải tiến về tính linh hoạt, bất chấp đặc tính tàng hình kém của nó. Tất cả máy bay thế hệ này đều có đuôi đôi nghiêng (tương tự như đuôi chữ V) để giảm thiểu RCS và hầu hết đều đạt được khả năng siêu cơ động thông qua vector đẩy.
Tất cả máy bay tiêm kích thế hệ thứ năm đều có khoang vũ khí bên trong, vì khi gắn vũ khí trên các giá treo bên ngoài sẽ làm tăng bề mặt chắn sóng radar dẫn đến dễ bị radar phát hiện, nhưng nó vẫn có các giá treo bên ngoài ở dưới cánh để sử dụng cho các nhiệm vụ không cần tàng hình, ví dụ như F-22 có thể mang theo thùng nhiên liệu phụ bên ngoài khi được triển khai đến một chiến trường mới.
Máy bay tiêm kích thế hệ thứ năm có tỷ lệ vật liệu composite cao, nhằm giảm bề mặt chắn sóng radar và giảm trọng lượng.

### Máy bay định nghĩa bằng phần mềm
Tất cả máy bay tiêm kích thế hệ thứ năm được tiết lộ đều sử dụng bộ xử lý chính thuộc hàng thương mại có sẵn để điều khiển trực tiếp toàn bộ các cảm biến, nhằm tạo sẵn cho phi công một cái nhìn tổng hợp về chiến trường bằng cách kết hợp cả cảm biến trên máy bay và cảm biến liên kết mạng lưới, trong khi máy bay tiêm kích thế hệ trước sử dụng hệ thống trong đó mỗi cảm biến hiển thị thông tin riêng lẻ để phi công tự kết hợp trong đầu họ một cái nhìn về chiến trường. F-22A khi được giao hàng đã không có radar khẩu độ tổng hợp (SAR) hoặc tính năng tìm kiếm và theo dõi bằng tia hồng ngoại nhận thức tình huống, sau này nó sẽ có SAR thông qua nâng cấp phần mềm. Tuy nhiên, bất kỳ thiếu sót nào trong hệ thống phần mềm phức tạp này đều có thể vô hiệu hóa các hệ thống không liên quan khác của máy bay, và sự phức tạp của một máy bay định nghĩa bằng phần mềm có thể dẫn đến vấn đề khủng hoảng phần mềm làm tăng chi phí và chậm tiến độ. Cuối năm 2013, mối quan tâm lớn nhất đối với chương trình F-35 chính là hệ thống phần mềm, đặc biệt là phần mềm cần thiết cho việc tổng hợp dữ liệu trên nhiều cảm biến.
Nhà sản xuất Sukhoi gọi hệ chuyên gia kết hợp cảm biến của họ là trí tuệ nhân tạo của Su-57. Các chuyến bay thử nghiệm trang bị hệ thống điện tử hàng không mô-đun tích hợp bắt đầu vào năm 2017 trên hệ thống bộ xử lý đa lõi đã được liên kết mạng lưới bằng sợi quang học. Hệ thống này không phải là hoàn toàn không gặp lỗi, vào tháng 12 năm 2020, sự cố xảy ra trong hệ thống kiểm soát bay bằng máy tính đã khiến chiếc Su-57 đầu tiên trong đợt sản xuất gặp tai nạn.
Phản ứng tự động của phần mềm đối với tình trạng nhiệt độ quá nóng rõ ràng là đã góp phần gây ra sự cố cho chiếc F-22. Các vấn đề trục trặc xảy ra trên hệ thống điện tử cũng góp phần gây ra vụ tai nạn F-35A vào năm 2020.
F-35 sử dụng hệ thống vô tuyến định nghĩa bằng phần mềm, trong đó phần mềm trung gian điều khiển các mảng cổng lập trình trường. Đại tá Arthur Tomassetti từng nói F-35 là "máy bay chuyên sâu về phần mềm và phần mềm của nó rất dễ nâng cấp, trái ngược với phần cứng."
Để dễ dàng bổ sung thêm các tính năng phần mềm mới, F-35 được áp dụng trách nhiệm bảo mật tách biệt giữa nhân hệ điều hành và ứng dụng.
Steve O'Bryan của tập đoàn Lockheed Martin cho biết F-35 có khả năng điều khiển và vận hành máy bay không người lái thông qua nâng cấp phần mềm trong tương lai. Hải quân Mỹ đã lên kế hoạch đặt hệ thống máy bay chiến đấu không người lái hoạt động trên tàu sân bay (UCLASS) dưới sự điều khiển của máy bay có người lái, hoạt động giống như một kho chứa tên lửa bay.

### Nhận thức tình huống
Sự kết hợp giữa khung máy bay tàng hình, cảm biến tàng hình và thông tin liên lạc tàng hình cho phép máy bay tiêm kích thế hệ thứ năm tấn công máy bay đối phương trước khi kẻ thù kịp nhận ra sự hiện diện của nó. Trung tá Gene McFalls của Không quân Mỹ nói rằng việc kết hợp cảm biến sẽ đưa dữ liệu thu thập được vào cơ sở dữ liệu kiểm kê để xác định chính xác máy bay ở khoảng cách xa.
Sự kết hợp cảm biến và theo dõi mục tiêu tự động mang lại cho phi công máy bay tiêm kích thế hệ thứ năm có cái nhìn về chiến trường một cách vượt trội so với máy bay chỉ huy và cảnh báo sớm trên không truyền thống, vì loại máy bay này có thể bị buộc phải rút lui khỏi tiền tuyến do các mối đe dọa ngày càng tăng. Do đó, quyền kiểm soát chiến thuật sẽ được chuyển qua cho các phi công máy bay tiêm kích. Cựu Bộ trưởng Không quân Mỹ Michael Wynne từng đề nghị loại bỏ Boeing E-3 Sentry và Northrop Grumman E-8 Joint STARS để chuyển sang sử dụng nhiều F-35 hơn, đơn giản là vì Nga và Trung Quốc đang cố gắng tập trung rất nhiều vào những nền tảng được xây dựng dựa theo tiêu chuẩn máy bay thương mại này.
Tuy nhiên, các cảm biến mạnh hơn, ví dụ như radar mảng quét điện tử chủ động AESA có thể hoạt động ở nhiều chế độ cùng lúc, dẫn đến cung cấp quá nhiều thông tin để một phi công trên F-22, F-35 và Su-57 có thể sử dụng hết một cách đầy đủ. Vì vậy, máy bay Sukhoi/HAL FGFA từng được đề nghị cho quay trở lại cấu hình hai chỗ ngồi phổ biến trên máy bay tiêm kích cường kích thế hệ thứ tư, nhưng đề nghị này đã bị từ chối vì lo ngại về vấn đề chi phí.
Hiện đang có nghiên cứu áp dụng tính năng theo dõi-trước khi-phát hiện thông qua kết hợp cảm biến trong lõi CPU cho phép máy bay tiêm kích thế hệ thứ năm tấn công các mục tiêu mà không có cảm biến đơn lẻ nào tự phát hiện được. Tính năng này sử dụng lý thuyết xác suất để xác định "nên tin vào dữ liệu nào, tin khi nào và tin ở mức độ bao nhiêu".
Các cảm biến tạo ra quá nhiều dữ liệu làm cho máy tính trên bo mạch khó xử lý đầy đủ, vì vậy sự kết hợp cảm biến sẽ đạt được bằng cách so sánh những dữ liệu nó quan sát được với dữ liệu về mối đe dọa được lưu sẵn trong thư viện máy tính. Dữ liệu mối đe dọa là dữ liệu có chứa thông tin khả năng về kẻ thù đã được biết đến trong một khu vực nhất định. Những dữ liệu quan sát nào được xem là không phù hợp với mối đe dọa thậm chí sẽ không được hiển thị.

### Đám mây chiến đấu
Tướng bốn sao Gilmary M. Hostage III của Không quân Mỹ đưa ra ý tưởng rằng trong tương lai, các máy bay tiêm kích thế hệ thứ năm sẽ hoạt động chung với máy bay chiến đấu không người lái, tất cả sẽ tạo thành một "đám mây chiến đấu", còn Michael Manazir đề xuất ý tưởng về một chiếc UCLASS trang bị tên lửa AIM-120 AMRAAM và cất cánh theo lệnh của một chiếc F-35.

## Lịch sử
| 2005 | F-22A Raptor           |
| 2006 |                        |
| 2007 |                        |
| 2008 |                        |
| 2009 |                        |
| 2010 |                        |
| 2011 |                        |
| 2012 |                        |
| 2013 |                        |
| 2014 |                        |
| 2015 | F-35B Lightning II     |
| 2016 | F-35A Lightning II     |
| 2017 | Chengdu J-20A          |
| 2017 | F-35I Lightning II     |
| 2018 |                        |
| 2019 | F-35C Lightning II     |
| 2020 | Chengdu J-20B          |
| 2020 | Sukhoi Su-57           |
| 2021 |                        |
| 2022 |                        |
| 2023 |                        |
| 2024 |                        |
| TBA  | Chengdu J-20S          |
| TBA  | Shenyang FC-31         |
| TBA  | HAL AMCA               |
| TBA  | TAI TF-X Kaan          |
| TBA  | Flygsystem 2020        |
| TBA  | Sukhoi Su-75 Checkmate |

### Hoa Kỳ
Những máy bay trình diễn công nghệ của Mỹ gồm có: Lockheed YF-22 – năm 1990 (2 chiếc được chế tạo), Northrop YF-23 – năm 1990 (2 chiếc được chế tạo), Boeing Bird of Prey – năm 1996 (1 chiếc được chế tạo), McDonnell Douglas X-36 – năm 1997 (2 chiếc), Lockheed Martin X-35 – năm 2000 (2 chiếc), Boeing X-32 – năm 2001 (1 chiếc).

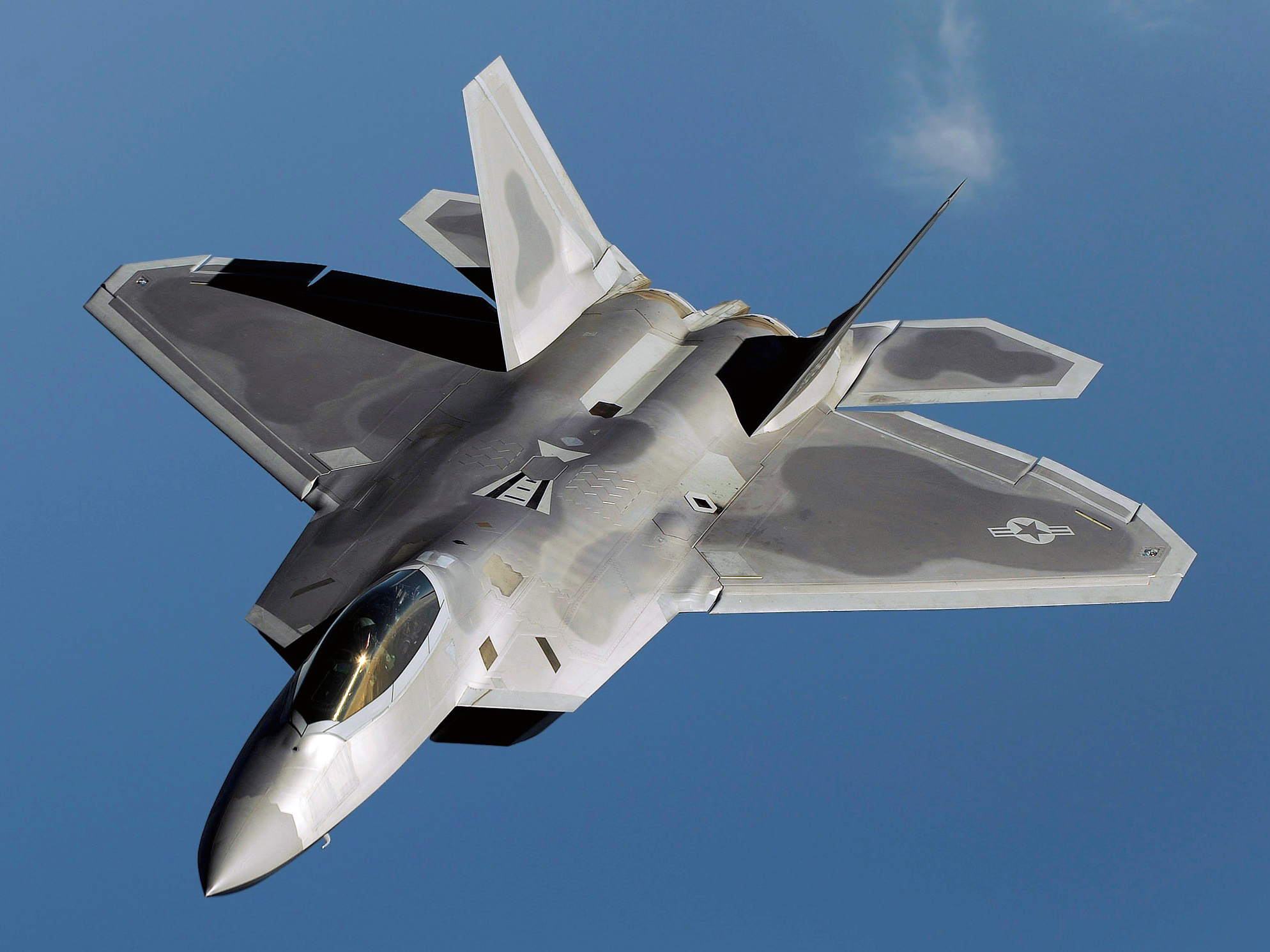
Lockheed Martin F-22 Raptor

Máy bay có khả năng quan sát thấp bằng radar (LO) thế hệ trước, còn gọi là máy bay tàng hình, ví dụ như máy bay ném bom B-2 Spirit và máy bay tấn công mặt đất F-117 Nighthawk, bị thiếu radar mảng quét điện tử chủ động (AESA), thiếu mạng lưới dữ liệu xác suất can thiệp thấp (LPI), thiếu hiệu suất bay và vũ khí không đối không cần thiết để giao chiến với máy bay khác. Do đó, đầu thập niên 1970, nhiều dự án thiết kế khác nhau của Mỹ đã xác định khả năng tàng hình, tốc độ và cơ động là những đặc điểm chính của máy bay chiến đấu không đối không thế hệ tiếp theo. Từ đó dẫn đến khởi xướng chương trình Advanced Tactical Fighter (Máy bay tiêm kích Chiến thuật Tiên tiến) vào tháng 5 năm 1981, kết quả là F-22 ra đời.

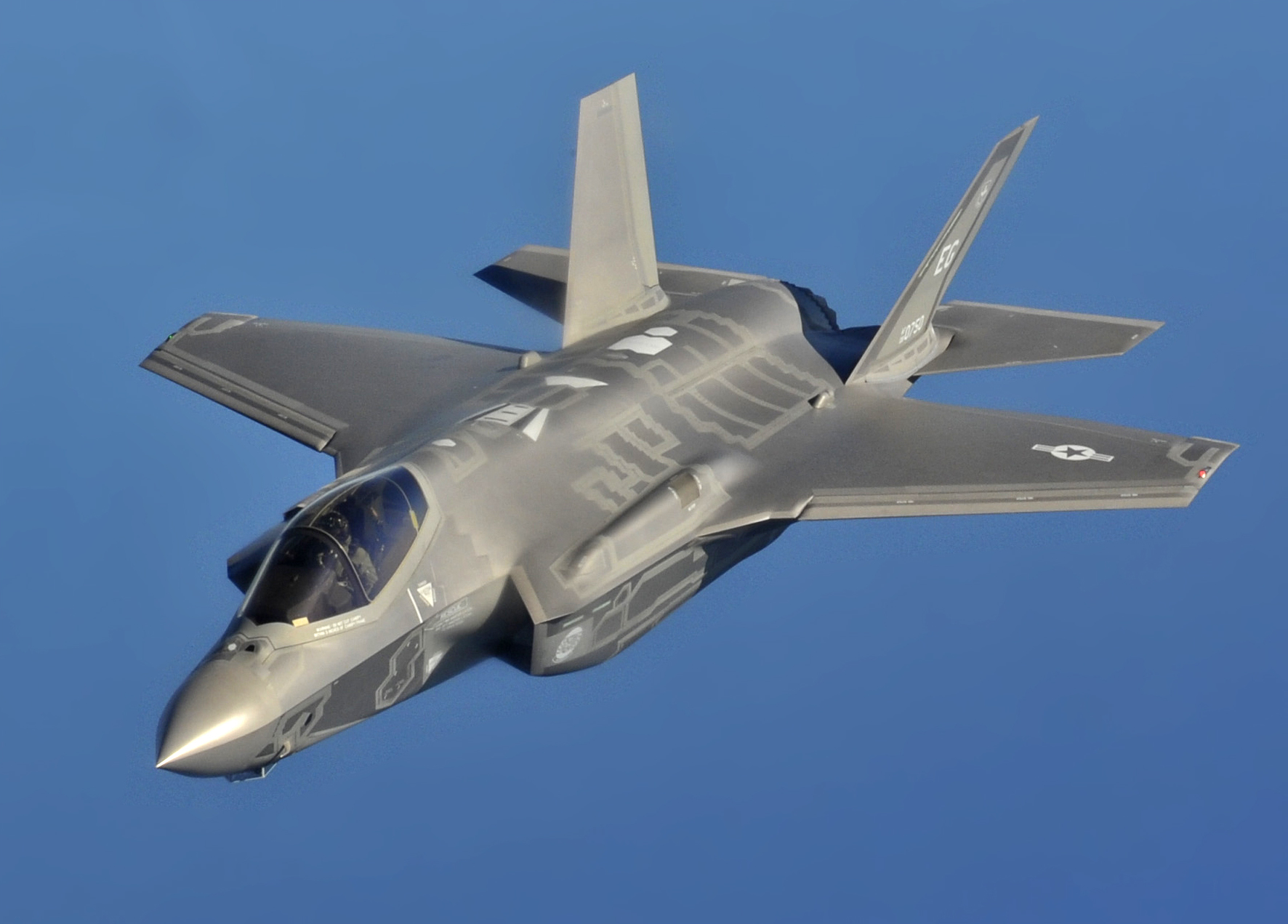
Lockheed Martin F-35A Lightning II

Thủy quân lục chiến Mỹ đang tận dụng kinh nghiệm của Không quân Mỹ về "tác chiến trên không thế hệ thứ năm" trên F-22, để phát triển chiến thuật của riêng mình trên F-35.
Theo tập đoàn Lockheed Martin, vào năm 2004, máy bay tiêm kích thế hệ thứ năm duy nhất được đưa vào sử dụng là F-22 Raptor. Lockheed Martin sử dụng thuật ngữ "máy bay tiêm kích thế hệ thứ năm" để mô tả F-22 và F-35, họ định nghĩa thuật ngữ này là: "tàng hình tiên tiến", "hiệu suất cực cao", "tích hợp thông tin" và "khả năng chịu đựng tiên tiến". Không rõ vì lý do gì, định nghĩa của họ lại không có khả năng bay hành trình siêu thanh - vốn thường gắn liền với các máy bay tiêm kích hiện đại tiên tiến, nhưng F-35 lại thiếu. Lockheed Martin đã cố gắng đăng ký nhãn hiệu "máy bay tiêm kích thế hệ thứ 5" đối với máy bay phản lực và các bộ phận cấu trúc của nó, cuối cùng họ cũng có nhãn hiệu và logo cho thuật ngữ này.
Định nghĩa về máy bay tiêm kích thế hệ thứ năm của Lockheed Martin đã bị chỉ trích bởi các công ty có sản phẩm không tuân theo thông số kỹ thuật trong định nghĩa này, chẳng hạn như Boeing và Eurofighter, cũng như bởi các nhà bình luận khác như Bill Sweetman.
Hải quân Mỹ và Boeing xếp F/A-18E/F Super Hornet vào loại máy bay tiêm kích "thế hệ tiếp theo" cùng với F-22 và F-35, bởi vì Super Hornet có radar AESA, bề mặt chắn sóng radar thấp (RCS) và kết hợp cảm biến. Một phi công cấp cao của USAF đã phàn nàn về việc xếp Super Hornet vào máy bay thế hệ thứ năm như sau: "Điểm mấu chốt của thế hệ thứ năm là sức mạnh tổng hợp tạo nên từ khả năng tàng hình, sự kết hợp và nhận thức tình huống hoàn hảo. Nó có thể thực hiện nhiệm vụ ở bất cứ đâu, ngay cả trong môi trường phòng không tích hợp phức tạp [IADS]. Nếu bạn bay vào môi trường IADS, cho dù máy bay của bạn có sự kết hợp giữa radar và cảm biến tuyệt vời nhưng lại không có khả năng tàng hình, bạn sẽ hoàn toàn nhận thức được tình huống của kẻ giết bạn." Michael "Ponch" Garcia của tập đoàn Raytheon nói việc bổ sung radar AESA cho Super Hornet mang lại "90% khả năng thế hệ thứ năm với mức chi phí chỉ bằng một nửa." Một quan chức hàng đầu của Boeing đã gọi máy bay tiêm kích thế hệ 4,5 mới nhất của họ là "sát thủ tàng hình".

### Trung Quốc

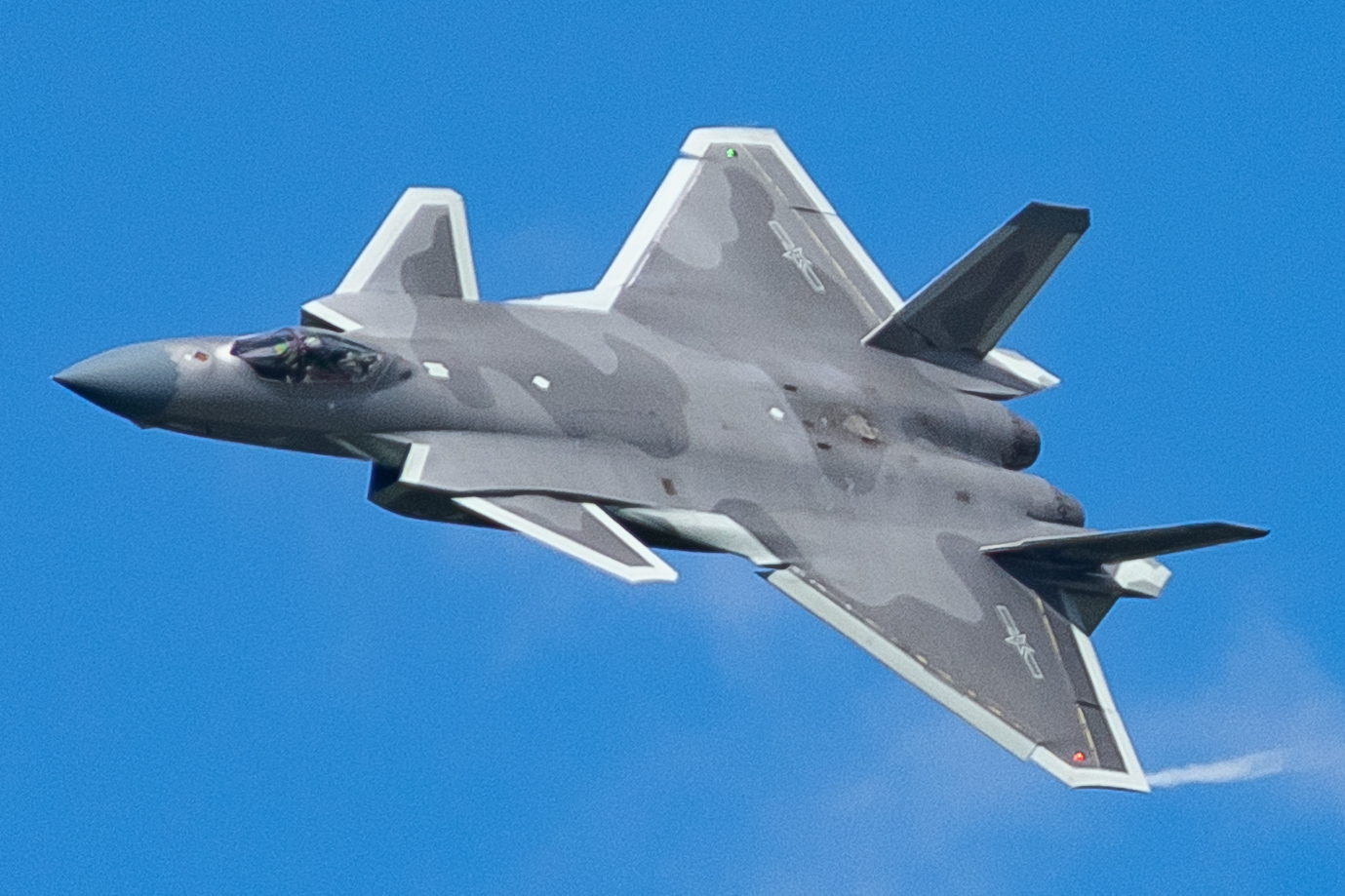
Chengdu J-20, được giới thiệu vào năm 2017

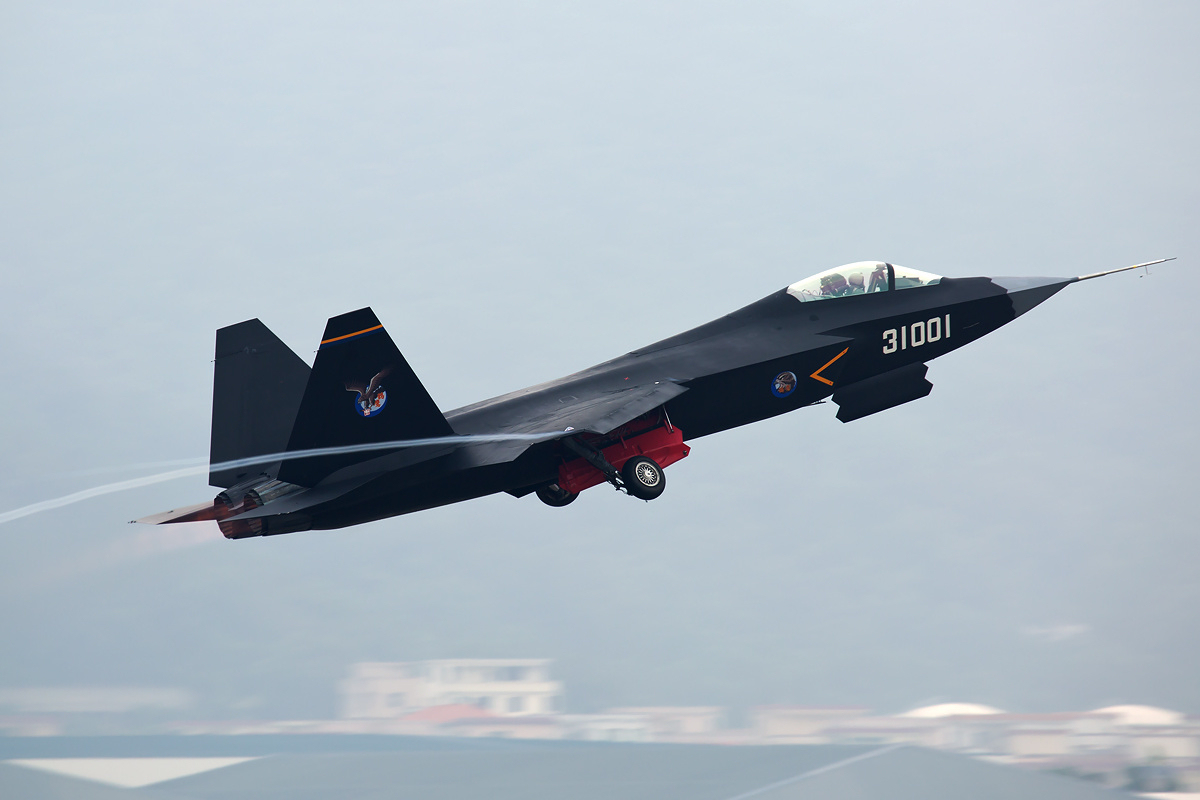
Nguyên mẫu Shenyang FC-31

Cuối thập niên 1990, một số chương trình máy bay tiêm kích thế hệ thứ năm của Trung Quốc được cơ quan tình báo phương Tây xác định và đặt tên mã định danh là J-XX hoặc XXJ. Các quan chức Không quân Trung Quốc đã thừa nhận sự tồn tại của một chương trình như vậy, và họ ước tính sẽ đưa vào sử dụng máy bay mới từ năm 2017 đến năm 2019. Cuối năm 2010, hai nguyên mẫu của Chengdu J-20 được chế tạo và đang trải qua quá trình thử nghiệm trên đường lăn tốc độ cao, sau đó thực hiện chuyến bay đầu tiên vào ngày 11 tháng 1 năm 2011. Ngày 26 tháng 12 năm 2015, một chiếc J-20 mới với số hiệu 2101 được nhìn thấy đang rời khỏi nhà máy của Tập đoàn Hàng không Thành Đô (Chengdu Aviation Corporation). Nó thực hiện chuyến bay lần đầu vào ngày 18 tháng 1 năm 2016, và được cho là chiếc đầu tiên trong đợt sản xuất ban đầu với số lượng nhỏ (LRIP).
J-20 chính thức được đưa vào huấn luyện trong quân đội từ tháng 3 năm 2017, trở thành máy bay tiêm kích tàng hình đầu tiên hoạt động bên ngoài Hoa Kỳ và ở châu Á. J-20 trải qua quá trình thử nghiệm và tập trận vào cuối năm 2017, rồi được biên chế vào các đơn vị chiến đấu của Không quân Trung Quốc vào năm 2018.
Một thiết kế máy bay tiêm kích tàng hình khác của Tập đoàn Máy bay Thẩm Dương (Shenyang Aircraft Corporation) bắt đầu lan truyền trên internet vào tháng 9 năm 2011. Tháng 6 năm 2012, những bức ảnh về một nguyên mẫu có thể là F-60 đang được vận chuyển trên đường cao tốc xuất hiện trên internet. Máy bay này sau đó được đặt tên là Shenyang FC-31, thực hiện chuyến bay đầu tiên vào ngày 31 tháng 10 năm 2012. Một phiên bản tinh tế hơn của FC-31 đã được gán cho cái tên là "J-35".

### Nga

Sukhoi Su-57 của Không quân Nga

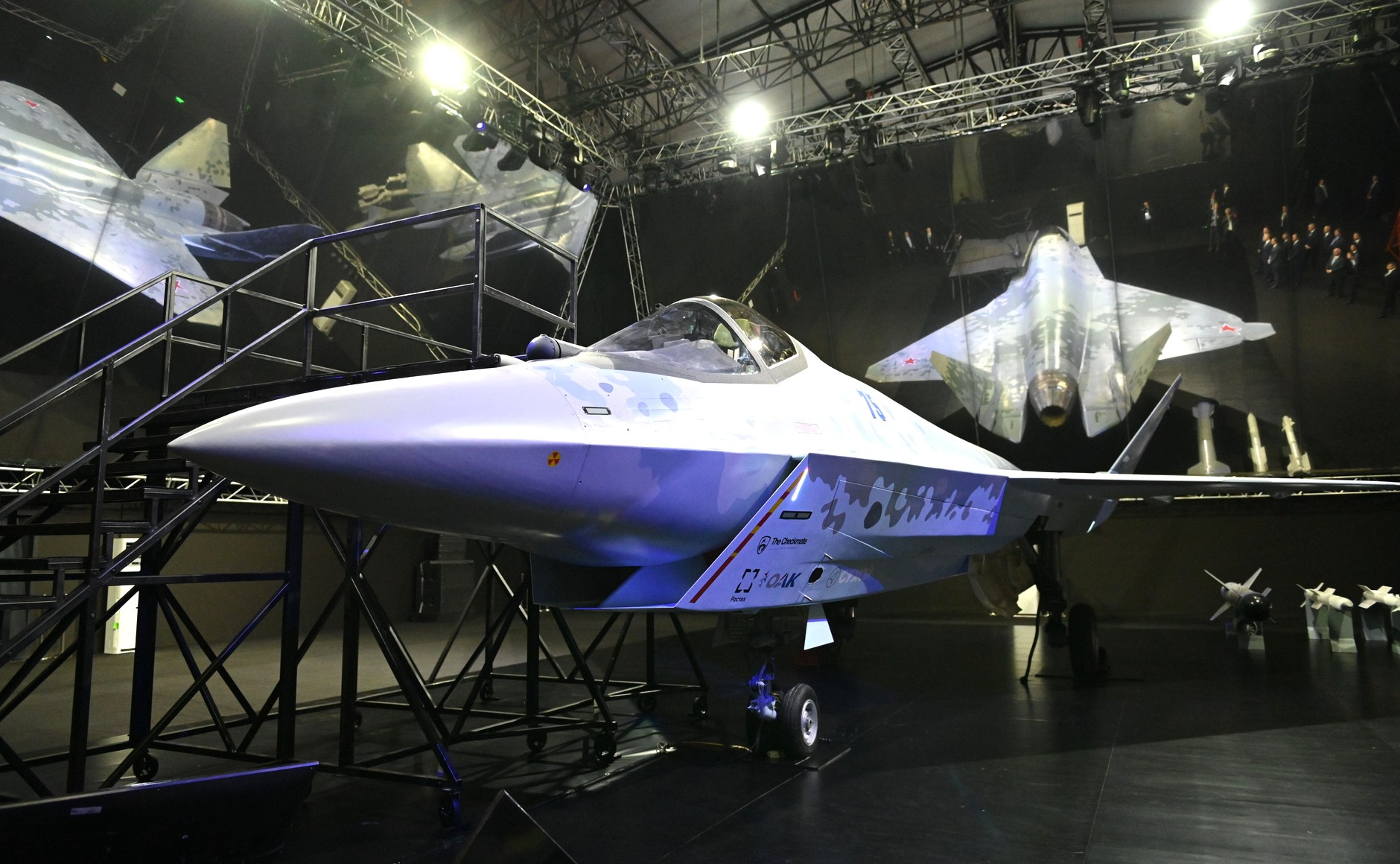
Nguyên mẫu tĩnh của Sukhoi Su-75 Checkmate tại triển lãm hàng không MAKS 2021

Máy bay trình diễn công nghệ của Nga gồm có Mikoyan đề án 1.44 – năm 1998 (1 chiếc) và Sukhoi Su-47 – năm 1997 (1 chiếc).
Cuối thập niên 1980, Liên Xô có nhu cầu sở hữu máy bay thế hệ tiếp theo để thay thế máy bay tiêm kích thế hệ thứ tư là Mikoyan MiG-29 và Sukhoi Su-27 đang hoạt động ở tiền tuyến. Để đáp ứng các yêu cầu của máy bay thế hệ tiếp theo, hai dự án đã được phát triển gồm: dự án máy bay cánh tam giác hai động cơ Sukhoi Su-47 có cánh ngược hướng về phía trước và Mikoyan đề án 1.44. Tuy nhiên, do Liên Xô tan rã và thiếu vốn nên cả hai dự án đều bị hủy bỏ, các nguyên mẫu của hai dự án chỉ dùng để thử nghiệm và trình diễn công nghệ.
Sau năm 2000, Bộ Quốc phòng Nga tổ chức một cuộc thi thiết kế máy bay chiến đấu mới mang tên "PAK FA" (tiếng Nga: ПАК ФА, là từ viết tắt của: Перспективный авиационный комплекс фронтовой авиации, chuyển tự Latinh: Perspektivny Aviatsionny Kompleks Frontovoy Aviatsii, dịch nghĩa: ''Tổ hợp hàng không triển vọng của lực lượng không quân tiền tuyến'') để phát triển máy bay tiêm kích thế hệ tiếp theo cho Không quân Nga, với các đối thủ cạnh tranh chính trong cuộc thi là Sukhoi và MiG. Sukhoi đưa ra đề xuất mẫu Sukhoi T-50 hai động cơ (nay là Sukhoi Su-57) trong khi Mikoyan đề xuất mẫu Mikoyan LMFS một động cơ nhẹ hơn, dựa trên dự án MiG-1.44 trước đây. Sukhoi đã giành chiến thắng trong cuộc thi, và vào năm 2002, hãng được chọn để dẫn đầu quá trình phát triển máy bay tiêm kích thế hệ tiếp theo của Nga dựa trên thiết kế T-50. Còn mẫu LMFS đa năng vẫn được tiếp tục phát triển từ nguồn tài trợ của Mikoyan. Tuy nhiên, sau này chương trình LMFS cũng bị hủy bỏ và thay thế bằng chương trình Sukhoi Su-75 Checkmate tương tự.
Máy bay thế hệ thứ năm đầu tiên của Nga là Sukhoi Su-57 sẽ thay thế MiG-29 và Su-27 đã trở nên già cỗi. Su-57 bay lần đầu vào ngày 29 tháng 1 năm 2010 và chiếc đầu tiên bàn giao cho Không quân Nga vào ngày 25 tháng 12 năm 2020.
Một máy bay tiêm kích thế hệ thứ năm khác được đề xuất là Mikoyan PAK DP, được phát triển để thay thế MiG-31. Dự án bắt đầu vào năm 2010, theo báo cáo trên tin tức của Nga, MiG-41 sẽ trang bị công nghệ tàng hình, đạt tốc độ từ Mach 4 đến 4,3, mang theo tên lửa chống vệ tinh, có thể thực hiện các nhiệm vụ ở Bắc Cực và môi trường cận không gian.
Nga đã công bố nguyên mẫu của Máy bay Chiến thuật Hạng nhẹ Sukhoi Su-75 Checkmate một động cơ tại triển lãm hàng không MAKS vào tháng 7 năm 2021, mẫu máy bay này ban đầu dự định thực hiện chuyến bay đầu tiên vào năm 2023 (sau đó bị trì hoãn ít nhất là đến năm 2024). Su-75 chủ yếu được thiết kế để xuất khẩu và dự kiến sẽ có giá rẻ hơn so với đối thủ cạnh tranh là các máy bay 2 động cơ.

### Ấn Độ

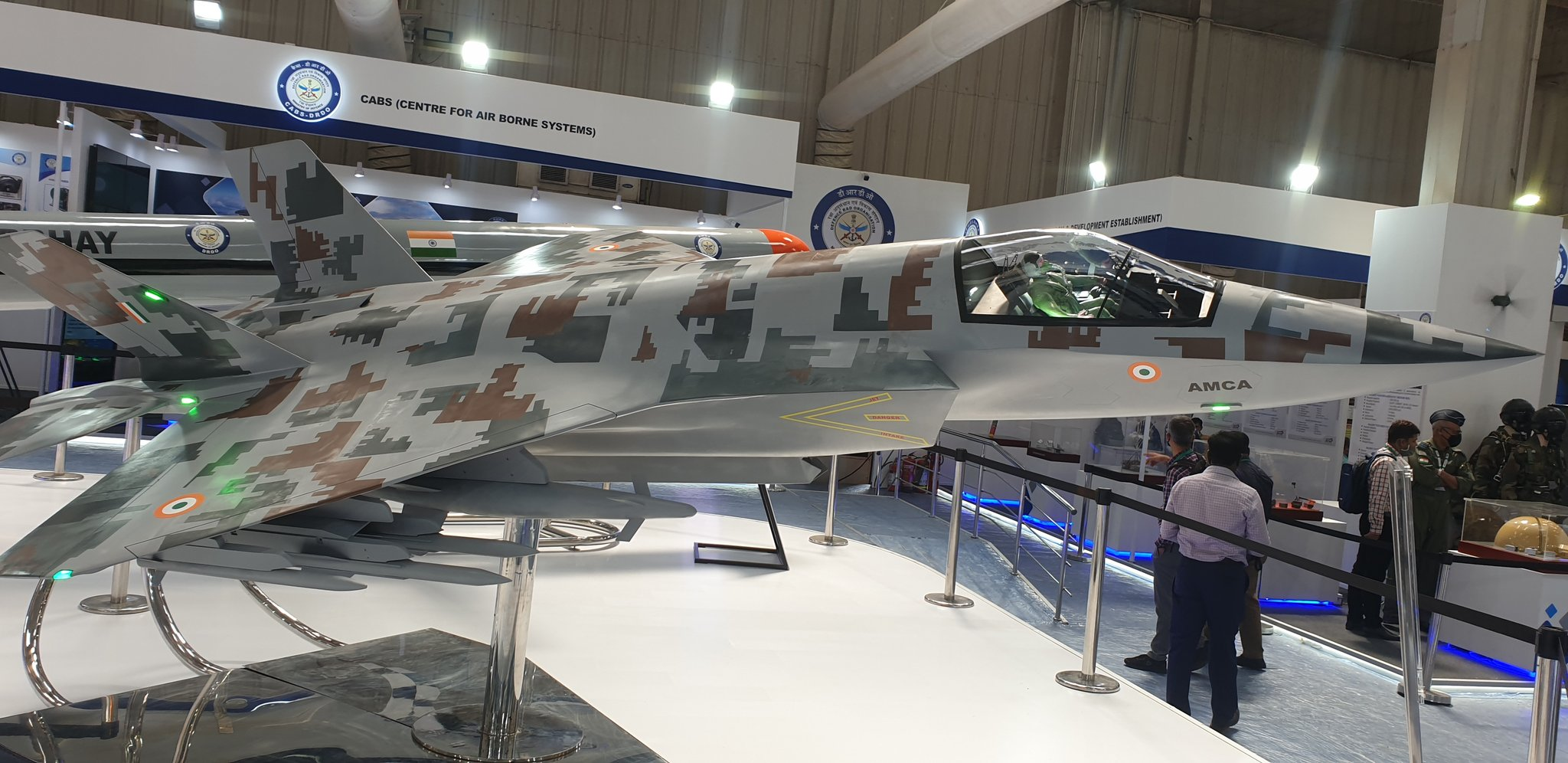
Mô hình HAL AMCA trưng bày tại triễn lãm Aero India 2021

Ấn Độ đang phát triển máy bay tiêm kích đa năng tàng hình siêu cơ động thế hệ thứ năm hai động cơ là HAL AMCA (AMCA là từ viết tắt của Advanced Medium Combat Aircraft - Máy bay Chiến đấu Hạng trung Tiên tiến). Máy bay này được Cơ quan Phát triển Hàng không (Aeronautical Development Agency) (ADA) thiết kế, và công ty Hindustan Aeronautics Limited (HAL) sản xuất nguyên mẫu. Tính đến năm 2022, nguyên mẫu AMCA vẫn đang được chế tạo, chuyến bay đầu tiên dự kiến diễn ra vào năm 2025.
Đầu năm 2018, Ấn Độ rút khỏi dự án Sukhoi/HAL FGFA, đây là dự án hợp tác giữa HAL và Sukhoi. FGFA là phiên bản thế hệ thứ năm phát triển dựa trên Sukhoi Su-57, nhưng Ấn Độ cho rằng nó không đáp ứng các yêu cầu về khả năng tàng hình, hệ thống điện tử chiến đấu, radar và cảm biến vào thời điểm đó. FGFA sẽ có 43 cải tiến mới so với Su-57, bao gồm khả năng tàng hình, bay hành trình siêu thanh, cảm biến hiện đại, kết nối mạng lưới và hệ thống điện tử hàng không chiến đấu.
Tuy nhiên, nhiều nhà phân tích nghi ngờ về khả năng tự phát triển máy bay tiêm kích thế hệ thứ năm của Ấn Độ, bởi vì nước này thiếu cơ sở công nghiệp và năng lực kỹ thuật, đặc biệt là thiếu chuyên môn nghiên cứu và thiết kế, cũng như thiếu cơ sở công nghiệp quân sự mạnh mẽ để sản xuất máy bay với số lượng lớn.

### Thổ Nhĩ Kỳ

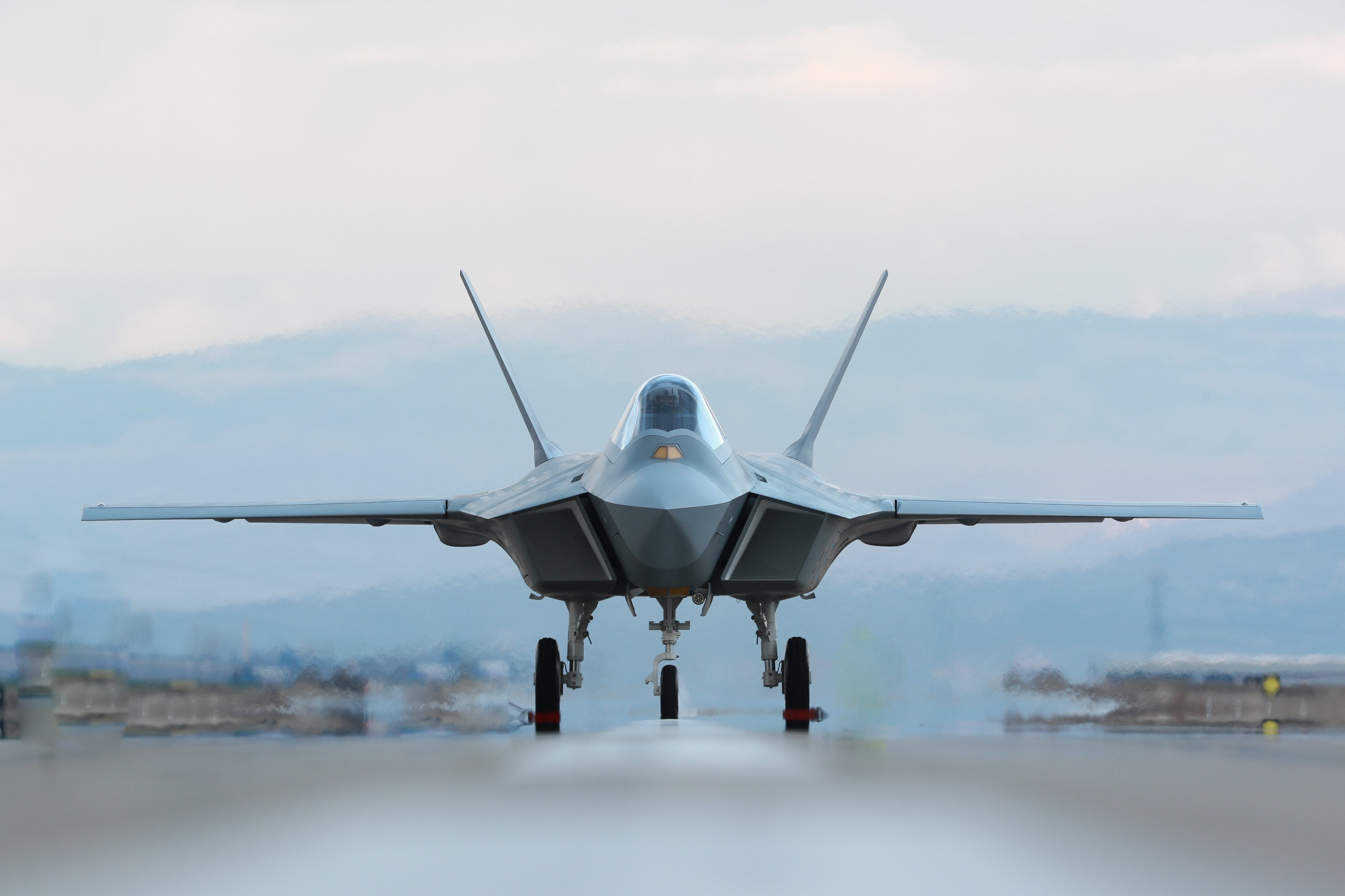
TAI TF-X Kaan đang trong quá trình thử nghiệm trên đường băng tại các cơ sở của TAI ở Ankara vào ngày 17 tháng 3 năm 2023

TAI TF-X Kaan, có tên gọi khác là TF (viết tắt của Turkish Fighter - Máy bay tiêm kích Thổ Nhĩ Kỳ), hoặc trong tiếng Thổ Nhĩ Kỳ là Milli Muharip Uçak (Máy bay Chiến đấu Quốc gia), viết tắt là MMU, là một loại máy bay tiêm kích chiếm ưu thế trên không tàng hình thế hệ thứ năm hai động cơ hoạt động trong mọi điều kiện thời tiết, được phát triển bởi Turkish Aerospace Industries (Công nghiệp Hàng không vũ trụ Thổ Nhĩ Kỳ) (TAI) và BAE Systems làm nhà thầu phụ. TF-X dự kiến sẽ thay thế F-16 Fighting Falcon đang hoạt động trong Không quân Thổ Nhĩ Kỳ và xuất khẩu ra nước ngoài. Đã có thông tin chính thức về việc nguyên mẫu TF-X được tung ra thị trường vào ngày 18 tháng 3 năm 2023, thực hiện chuyến bay đầu tiên vào cuối năm 2023. Các cuộc thử nghiệm chạy trên mặt đất bắt đầu vào ngày 16 tháng 3 năm 2023 - hai ngày trước ngày ra mắt công chúng. Mẫu máy bay này chính thức được đặt tên là "Kaan" vào ngày 1 tháng 5 năm 2023.
Tháng 5 năm 2023, trong một triển lãm hàng không ở Thổ Nhĩ Kỳ, giám đốc điều hành của TAI là Temel Kotil cảnh báo số tiền mua TF Kaan có thể cao hơn một chút so với lời hứa 100 triệu USD mỗi chiếc của ông hồi năm 2021. Ông kỳ vọng TAI sẽ giao 20 chiếc Block 10 cho Không quân Thổ Nhĩ Kỳ vào năm 2028, dự kiến tăng tốc bàn giao 2 chiếc mỗi tháng vào năm 2029, mang về doanh thu hàng năm là 2,4 tỷ USD.

### Thụy Điển
Thụy Điển phát triển chương trình máy bay tiêm kích thế hệ thứ năm là Flygsystem 2020 của công ty Saab AB.

### Nhật Bản

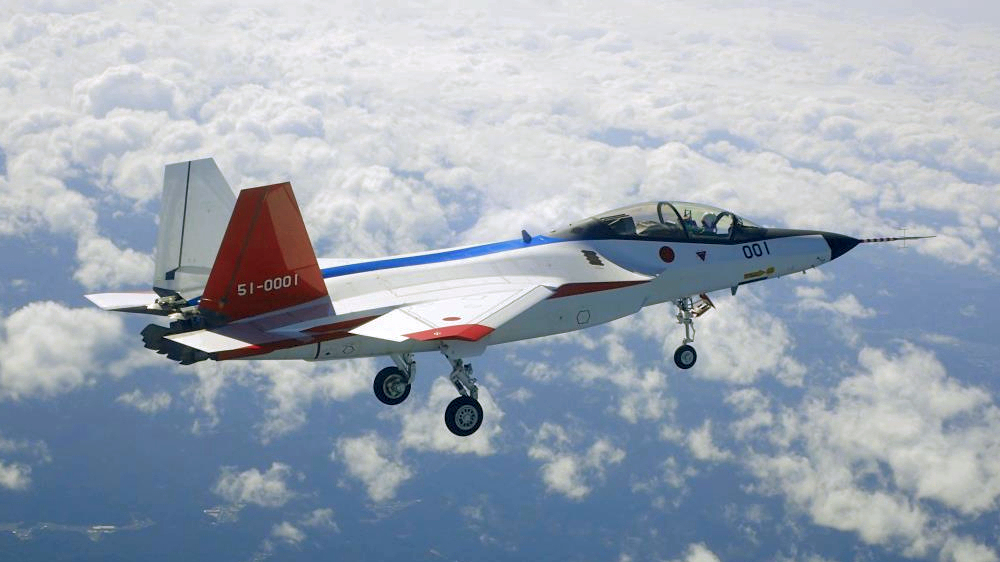
Mitsubishi X-2 Shinshin

Nhật Bản đã phát triển nguyên mẫu máy bay tiêm kích phản lực tàng hình có tên là Mitsubishi X-2 Shinshin, trước đây gọi là ATD-X. Đầu thế kỷ XXI, Nhật Bản tìm cách thay thế phi đội máy bay chiến đấu cũ kỹ và bắt đầu đề nghị Mỹ bán máy bay F-22 để trang bị cho Lực lượng Phòng vệ Trên không Nhật Bản (JASDF). Tuy nhiên, Quốc hội Mỹ cấm xuất khẩu F-22 để bảo vệ bí mật công nghệ; sự từ chối này buộc Nhật phải tự phát triển máy bay chiến đấu hiện đại của riêng mình, trang bị các tính năng tàng hình cùng nhiều hệ thống tiên tiến khác.
Một mô hình của X-2 Shinshin đã được chế tạo và sử dụng để nghiên cứu bề mặt chắn sóng radar ở Pháp vào năm 2009. Nguyên mẫu được giới thiệu vào tháng 7 năm 2014, thực hiện chuyến bay đầu tiên ngày 22 tháng 4 năm 2016. Đến tháng 7 năm 2018, Nhật Bản quyết định mời gọi các đối tác quốc tế tham gia hoàn thành dự án này, trong đó một số công ty đã có phản hồi.
Nhật Bản đã ký hợp đồng với tập đoàn Mitsubishi Heavy Industries (Công nghiệp nặng Mitsubishi) để phát triển máy bay tiêm kích thế hệ thứ sáu mang tên Mitsubishi F-X.

## Danh sách
| Tên                                | Quốc gia chế tạo | Loại     | Vai trò           | Thời gian ra mắt          | Số lượng tổng cộng | Ghi chú                                            |
| ---------------------------------- | ---------------- | -------- | ----------------- | ------------------------- | ------------------ | -------------------------------------------------- |
| Lockheed Martin F-22A Raptor       | Hoa Kỳ           | Phản lực | Máy bay tiêm kích | Ngày 15 tháng 12 năm 2005 | 195 chiếc          |                                                    |
| Lockheed Martin F-35B Lightning II | Hoa Kỳ           | Phản lực | Máy bay tiêm kích | Ngày 31 tháng 7 năm 2015  | ?                  | STOVL                                              |
| Lockheed Martin F-35A Lightning II | Hoa Kỳ           | Phản lực | Máy bay tiêm kích | Ngày 2 tháng 8 năm 2016   | ?                  | CTOL                                               |
| Chengdu J-20A                      | Trung Quốc       | Phản lực | Máy bay tiêm kích | Ngày 9 tháng 3 năm 2017   | ?                  |                                                    |
| Lockheed Martin F-35C Lightning II | Hoa Kỳ           | Phản lực | Máy bay tiêm kích | Ngày 28 tháng 2 năm 2019  | ?                  | CATOBAR                                            |
| Chengdu J-20B                      | Trung Quốc       | Phản lực | Máy bay tiêm kích | Ngày 8 tháng 7 năm 2020   | ?                  |                                                    |
| Sukhoi Su-57                       | Nga              | Phản lực | Máy bay tiêm kích | Ngày 25 tháng 12 năm 2020 | 21 chiếc           |                                                    |
| Chengdu J-20S                      | Trung Quốc       | Phản lực | Máy bay tiêm kích | Đang phát triển           | ?                  | Đang được phát triển từ tháng 10 năm 2021.         |
| Shenyang FC-31                     | Trung Quốc       | Phản lực | Máy bay tiêm kích | Đang phát triển           | ?                  | Chuyến bay đầu tiên vào ngày 31 tháng 10 năm 2012. |
| Lockheed Martin F-22B Raptor       | Hoa Kỳ           | Phản lực | Máy bay tiêm kích | Đã hủy bỏ                 | ?                  | Bị hủy bỏ vào năm 1996.                            |